# 陳日新 (光緒進士)
陳日新（?—?），江西省南昌府新建縣人，清朝政治人物、進士出身。
光緒九年（1883年），参加癸未科殿試，登進士二甲72名。同年五月，著以主事分部学习。